# Höglandsväxt
Höglandsväxter kallas sådana växtarter som är anpassade för att leva på mer eller mindre väldränerade jordar och är därför mycket känsliga för syrgasbrist. Till höglandsväxter räknas bl.a. alla vanliga grödor och skogsträd.